# Андраде, Энио
Энио Варгас де Андраде (порт. Ênio Vargas de Andrade; Порту-Алегри, 31 января 1928 — Порту-Алегри, 22 января, 1997) — бразильский футболист и тренер. Играл на позиции атакующего полузащитника и обладал хорошей техникой. Трёхкратный чемпион Бразилии как тренер. Он наряду с Рубенсом Минелли, является единственным тренером, который выиграл титул три раза. Их опережают только Муриси Рамальо с четырьмя и Вандерлей Лушембурго с пятью трофеями. Таким образом, Андраде — один из самых успешных тренеров чемпионата Бразилии.

## Карьера игрока

### Клуб
Он дебютировал на профессиональном уровне в 1949 году за «Сан-Жозе», и вскоре переехал в «Интернасьонал», клуб из родного города, с которым он два раза подряд выиграл чемпионат. В 1951 году он перешёл в «Реннер», с которым в 1954 году выиграл Лигу Гаушу, которую в то время, исключая 1954 год, почти 60 лет делили между собой лишь «Интернасьонал» и «Гремио». В 1957 году команда была расформирована, и Энио Андраде решил переехать в «Палмейрас», штат Сан-Паулу. Команда выиграла чемпионат Паулиста и Кубок Бразилии по футболу в 1960 году. Он закончил карьеру в 1962 году в своём первом клубе, «Сан-Жозе».

### Сборная
Энио Андраде принял участие в победоносном походе Бразилии в 1956 году на Панамериканских играх. Его дебют состоялся 1 марта в матче против сборной Чили, а затем он сыграл с Перу (6 марта), Мексикой (8 марта), Коста-Рикой (13 марта) и Аргентиной (18 марта). В последнем матче на 58-й минуте он забил свой единственный гол на международной арене.

## Тренерская карьера
Он начал тренировать профессионально в 1970 году, хотя первые попытки были ещё в 1962 году. В 1975 году, когда он впервые взял на себя руководство «Гремио», главного противника «Интернасьонала», за который он когда-то играл. Он оставался на этом посту в течение всего двадцати восьми игр лиги и был уволен 3 декабря. В следующем сезоне он тренировал «Санта-Круз», провёл семнадцать игр и также был уволен. В 1978 году все увидели Андраде уже на посту тренера «Жувентуде», а в 1979 году он был нанят «Интернасьоналом». Андраде хотел выиграть чемпионат, физическая подготовка игроков была на высшем уровне, что позволило выиграть решающие матчи против «Васко да Гама» и достичь намеченной цели. В том сезоне «Интернасьонал» ни разу не проиграл. Но в следующем году команда стала третьей пропустив вперёд «Атлетико Минейро» и «Фламенго» соответственно. Андраде подписал новый контракт с «Гремио» и вновь выиграл чемпионат с новой командой. В следующем году он довёл «Гремио» до финале снова, но на этот раз выиграл «Фламенго», и Андраде покинул пост. После победы в чемпионате уже с «Наутико Ресифи» он перешёл в «Коритибу», на удивление, команда стала лучшей в штате Парана в 1985 году и выиграла чемпионат, победив «Бангу» в финале. Затем он снова вернулся в «Интернасьонал» в 1987 году, после того, как год проработал в «Спорт Ресифи», с «Интером» он снова вышел в финал, но опять проиграл «Фламенго». В 1989 году он начал переговоры с «Крузейро», в итоге управлял командой в течение четырёх периодов: 1989—90 года, 1992 год, 1994 и 1995 года, в этой команде Андраде и закончил свою карьеру тренера.